# 尔雅
《尔雅》乃中国最早的一部訓詁書，也是世界上现存最早的单语言词典。至今《尔雅》仍是后代考证古代词语時會參考的一部著作。
《爾雅》原本只是純粹的一部詞典，與儒家並無關係，但後世儒家將其列入十三經中，使其成為儒家的經典著作。《汉书·艺文志》稱漢代重視經學，爾雅便是正宗的經學解釋書。作为儒家之经典。唐朝时，是学馆生徒必读书之一，後便归类为训诂书，列位於十三经之中。清四庫全書中為經部。

## 書名考
歷來關於《爾雅》書名的來歷有不同的解釋。
傳統認為《爾雅》書名中“爾”通“邇”，是“近”的意思；“雅”為“正”之義，为官方语言，即“雅言”。“讀音尔雅”就是正確的、接近于故訓的语言。例如刘熙《释名·释典艺》中说：“《尔雅》：尔，昵也；昵，近也。雅，义也；义，正也。五方之言不同，皆以近正为主。”另外，陆德明《经典释文·叙录》说：“尔，近也；雅，正也。言可近而取正也。”
辛德勇認為“爾雅”不宜理解為述賓短語“近正”，其中“爾”通“薾”，是“美盛”的意思。援引《史記·儒林列传》“文章爾雅，訓辭深厚，恩施甚美”與《史記·三王世家》“稱引古今通義，國家大禮，文章爾雅”，認定“爾雅”實為漢代習語，意即“美麗典雅”。以此為名，表明全書記載的是各類華辭雅言及其訓釋。
非但“尔”字可能通假，“雅”字也可能通假。黄侃《尔雅略说·论尔雅名义》：“雅、夏错见，明雅即夏之假借也。”“雅言”即是“夏言”，指称的是当时中原的官话。杨端志提到，上古时期，书名中有时会使用假借字，《尔雅》不是孤例，此外还有《尚书》的“尚”通“上”。
“爾”“雅”二字上古聲紐也相近，亦有可能為一雙聲聯綿詞，與“咿呀／咿啞”“裊娜／嫋娜”類似。

## 历史
它的作者历来说法不一。相传《尔雅》为周公、孔子或其弟子所撰。《漢書》只記錄《爾雅》三卷二十篇，未有姓名；張輯《上廣雅表》中指出了幾種猜測：「周公著爾雅一篇⋯⋯今俗所傳三篇爾雅，或言仲尼（即孔子）所增，或言子夏所益，或言叔孫通所補，或言𨙶郡梁文所考，皆解家所說⋯⋯疑莫能名也。」:17
也就是說，《爾雅》大可能是一種故訓彙編。但唯周公所作之說是完全無根據的，以其中文字考慮，最有可能是周秦之際:141，漢武帝之前（即公元前二世紀之前），因為漢武時代已見《爾雅注》。学者们认为，《尔雅》应是摘自对先秦文本，特别是《诗经》的注疏。李约瑟等(1986:191)将《尔雅》的成书年代置于公元前4世纪晚期到公元前2世纪早期之间，核心部分可能有部分可以追溯回公元前6世纪，后续补充可能持续到公元前1世纪。
首先试图对《尔雅》不同部分分别定年的尝试始于初唐经学家陆德明(556-627)，他认为周公只参与编写了《尔雅·释诂》，剩余部分的年代要更晚些(Needham 1986):190。日本史学家、汉学家内藤湖南分析《尔雅》文本，推断其可能源自战国初期，稷下学宫自约325 BC开始掌握了大量资料，文本在秦汉年间被进一步扩充并稳定化。内藤湖南将《释诂》与儒家学派的第一代(450-400 BC)相关联，《釋親》至《釋天》是荀卿时代(300-230 BC)的产物，也有晚至90 BC的增补，地理内容《釋地》至《釋水》则是战国晚期至汉初的(300-200 BC)，博物学内容《釋草》至《釋獸》则延续到文帝末年（300-160 BC）最后一章《釋畜》是汉文帝或汉景帝(180-140 BC)时期的。
《尔雅》是汉代中国古代经典中最有权威的词典学指南，宋代儒学家们将其归入十三经。目前唯一传世的早期注疏是郭璞(276–324)所作《爾雅注》(c. 310)，其他已散佚注疏主要有劉歆《爾雅樊氏注》(1世纪初)、三国经学家孙炎作《爾雅音義》(3世纪晚期)，其中用反切注音(Needham 1986):191。
上述《尔雅》注疏在唐朝大多还有保留，但到宋朝大都亡佚了，于是人们重振了对《尔雅》的兴趣(Needham 1986):192。北宋初学者邢昺著有《爾雅疏》(c. 1000)，其被普通文学作品和医学本草经大量引用。一个世纪后，陸佃著《埤雅》(1096)和《爾雅新義》(1099)。南宋学者羅願著有(1174)《爾雅翼》。清朝学者邵晋涵（1743–1796）著有《爾雅正義》，博物学家郝懿行著有《爾雅義疏》(1808-1822)。
在汉语辞书学史上，几乎所有词典都以部首排序，此方法最早见于《说文解字》。以《尔雅》为首的“雅書”则是以语义类别来排序。明朝学者郎奎金分类并编篡了《五雅》：《尔雅》(c. 150 BC)、《小尔雅》(c. 200)、《佚雅》、《广雅》(c. 230)和《埤雅》(1125)。后期更重要的雅书是明代思想家方以智所编《通雅》（1579）、朱謀㙔《駢雅》(1587)、吴玉搢《別雅》（c. 1745）和史夢蘭《疊雅》（1864）(tr. Xue 1982):155。《永乐大典》(1408)等《类书》实际上也用的是语义排序法。

## 目錄構成

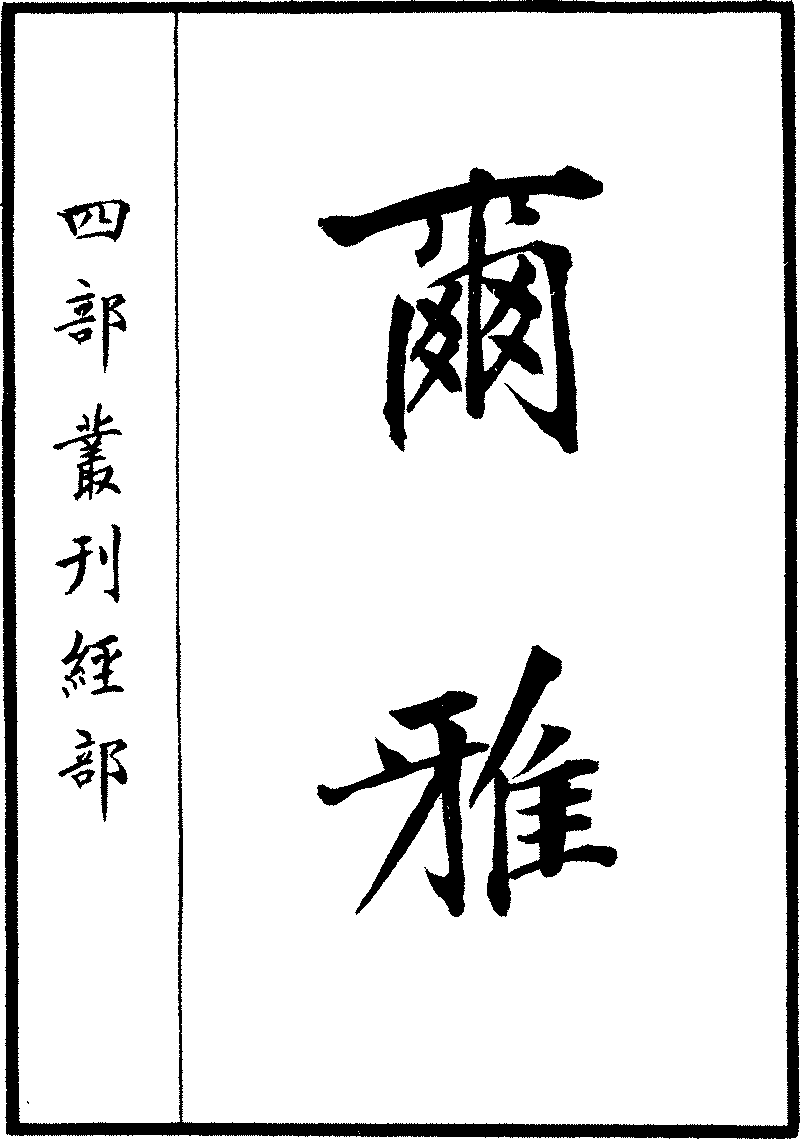
《四部叢刊初編》第42冊，景常熟瞿氏鐵琴銅劍樓藏宋刊本《爾雅》封面

班固在《汉书·艺文志》著录有《尔雅》3卷20篇。唐朝以後《爾雅》被列入「經部」，成為了儒家經典之一。现存《尔雅》为19篇，与班固所说的20篇不同。有人认为这主要是分篇的方法不同，而清朝的宋翔凤则认为原来有一篇“序”失落造成的。
現存十九篇為：
1. 《释诂》——对古代同训词的解释
2. 《释言》——对动词和形容词等常用詞的解释
3. 《释训》——對联绵词和词组及形容词和副词等情貌描述詞的解释
4. 《释亲》——對亲属的称呼的解释
5. 《释宫》——对宫室建筑的解释
6. 《释器》——对日常用具、饮食、衣服的解释
7. 《释乐》——对乐器的解释
8. 《释天》——对天文历法的解释
9. 《释地》——对行政区划的解释
10. 《释丘》——对丘陵、高地的解释
11. 《释山》——对山脉的解释
12. 《释水》——对河流的解释
13. 《释草》——对草本植物的解释
14. 《释木》——对木本植物的解释
15. 《释虫》——对昆虫的解释
16. 《释鱼》——对鱼类的解释
17. 《释鸟》——对鸟类的解释
18. 《释兽》——对动物的解释
19. 《释畜》——对动物的解释

由于对古人的词语分类原则并不是很清楚，因此对前3篇诂、言、训之间的界限，现在并没有明确的认识，这3篇的解释也很模糊。13-19篇是对于生物的一些解释。但是其分类与现在很多地方差异很大，这主要是由于不同時代的觀點有別之故。例如“鼯鼠”由于会飞行，便将它归到释鸟中。

## 
因爾雅解釋甚簡，其所涉及之許多語言知識不易為人理解，故之後出現許多注釋、考證爾雅之著作，如：
- 《爾雅註疏》——晉郭璞注《爾雅注》；北宋邢昺疏《爾雅疏》。十三經注疏之一。
- 《爾雅古注》——清馬國翰。
- 《爾雅正義》——清邵晉涵。
- 《爾雅義疏》——清郝懿行。
- 《爾雅匡名》——清嚴元照。
- 《爾雅草木蟲魚鳥獸釋例》——清王國維。

## 評價與影響

### 批評略覽
《爾雅》雖然於古代，是一本文人必讀經典，且是通往仕途之路上的必修課。但是如果從當代文字學之角度來評論，爾雅還是有缺點的，對於此點，歷代小學家皆有批評，在此引用王力之論點，為學者之參考：
1. 不明確多義，易誤解。比如《釋言》中有：「貽，遺也」，而《說文》中又有：「遺，亡也。」假使以貽字解釋亡，就將造成錯誤等。
2. 不明確用處，易誤傳。比如恪、欽二字皆是「敬也」，而此詞性則不同，卻被一同羅列。諸如此類，還有同字多義也會造成誤會。
3. 不明確定義，多訛合。

故而後人作書時，常常注意到這些點，進而有了改進，見朱駿聲之《說雅》、陳奐之《毛詩傳義類》等書。
《爾雅》被視為中國名物的不祧之祖。而其對「名物訓釋方式和分類方式影響了後世訓詁學著作的編纂，從而形成了中國古代以爾雅及其嫡傳諸書為中心，旁及《方言》《釋名》及其各種專業書、類書等的名物研究系統。」

### 對周邊國家之影響
在律令制下的日本（公元7世紀至10世紀），大學寮制度中將其作為與《昭明文選》和正史並列的文章道（紀伝道）之教科書。平安朝中期源順還受其影響編撰了和名類聚抄一書，至今仍是研究和訓和古漢語的重要材料。而到了江戶時代，又有仿者貝原好古作《和爾雅》（1694年）和新井白石作《東雅》（1719年，「東瀛爾雅」之意）。

### 群雅之象
后世还出了许多依假《尔雅》而写的著作，其謂「群雅」。大有：
- 託名孔鮒之《小尔雅》（抽自偽書《孔叢子》第十一篇）
- 三國魏張揖《廣雅》
- 宋朝陸佃《埤雅》
- 宋朝羅願《爾雅翼》，共三十二卷。[9]
- 明朝萬歷年間朱謀《駢雅》
- 明朝方以智《通雅》
- 清朝胡世琦 《小尔雅义证》[10]
- 清朝胡承珙 《小尔雅义证》
- 清朝王煦《小爾雅疏》[11]
- 清朝吴玉搢《別雅》
- 清朝洪亮吉《比雅》
- 清朝史夢蘭《疊雅》
- 清朝葛其仁《小爾雅疏證》[12]
- 清朝光緒十六年（1890年）宋翔鳳《小爾雅訓纂》[13]
- 清朝《小尔雅校证》

## 相關論著
以下是相關參考論著資料書目（更多后世参考文献见中國哲學書電子化計劃：《爾雅》 （页面存档备份，存于））：
- 晉郭璞注北宋邢昺疏：《爾雅注疏》
- 清邵晉涵：《爾雅正義》
- 清郝懿行：《爾雅義疏》
- 清嚴元照：《爾雅匡名》
- 馮漢驥：《中國親屬稱謂指南》

## 相關
- 許慎《說文解字》

### 引用
1. ↑  金常政. . 北京: 北京图书馆出版社. 2005-03: 9. ISBN 7501326231.
2. ↑  《新唐书·选举志》
3. ↑  夏, 傳才. . 三民書局.
4. ↑  .   [2021-10-31]. （原始内容存档于2022-05-09）.
5. ↑  杨, 端志. . 山东文艺. : 455.
6. 1 2 3  王, 力. . 香港: 中國圖書刊行社. 1984. ISBN 9620403282.
7. ↑  郭, 沫若. .
8. 1 2   钱慧真，2006。《尔雅》的名物训释方式研究。现代语文 2006年 第12期。
9. ↑  . 重編國語辭典修訂本.   [2008-08-25] （中文（臺灣））.[永久]
10. ↑  . 數位典藏聯合目錄.   [2008-08-25]. （原始内容存档于2014-09-06） （中文（臺灣））.
11. ↑  . 香港科技大學圖書館.   [2008-08-25] （中文（臺灣））.[永久]
12. ↑  . 台灣全國圖書書目資訊網.   [2008-08-25] （中文（臺灣））.[永久]
13. ↑  . 中國古籍目錄.   [2008-08-25] （中文（臺灣））.[永久]

### 著作
- Coblin, W. South.  . Loewe, Michael  (编). . Berkeley: Society for the Study of Early China; Institute of East Asian Studies, University of California Berkeley. 1993: 94–99. ISBN 1-55729-043-1.
- Creamer, Thomas B. I. . Ladislav Zgusta  (编). . Niemeyer. 1992: 105–135.
- Karlgren, Bernhard. . Bulletin of the Museum of Far Eastern Antiquities. 1931, (3): 1–59.
- Mair, Victor H. . William H. Nienhauser, Jr.  (编).  2. SMC Publishing. 1998: 165–172. ISBN 978-0253334565.
- Needham, Joseph; Lu, Gwei-djen; Huang, Hsing-Tsung.  [中国科学技术史. 第6卷, 生物学及相关技术. 第1分册, 植物学]. Cambridge University Press. 1986. ISBN 978-0521087315.
- Von Rosthorn, A. . Journal of the Chinese Language Teachers Association. 1975, 10 (3): 137–145.
- Xue, Shiqi. . Dictionaries. 1982, 4: 151–169. doi:10.1353/dic.1982.0009.

## 延伸阅读
[在维基数据编辑]
 在维基文库阅读本作品原文（ 在维基共享资源阅览影像）
 《爾雅 (四部叢刊本)》
 《欽定古今圖書集成·理學彙編·經籍典·爾雅部》，出自陈梦雷《古今圖書集成》
| 汉小学四种                                                         |
| ------------------------------------------------------------------ |
| 无名氏《尔雅》 \| 扬雄《方言》 \| 许慎《说文解字》 \| 刘熙《釋名》 |